# هارولد شيفر
هارولد شيفر (بالإنجليزية: Harold Schafer)‏ هو شخصية أعمال أمريكي، ولد في 1 فبراير 1912 في ستانتون في الولايات المتحدة، وتوفي في 2 ديسمبر 2001.